# Собственный садик (Царское Село)

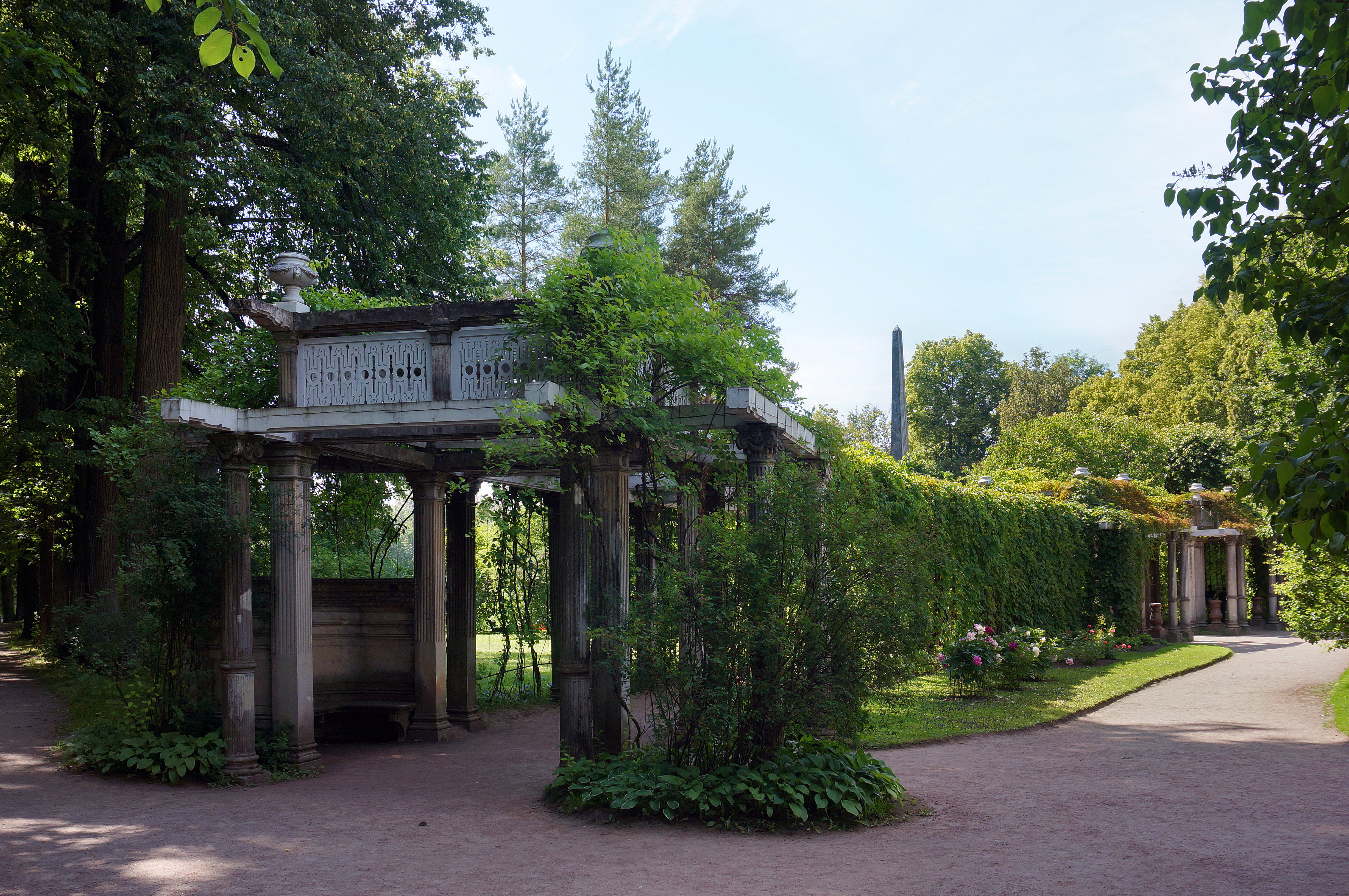
Пергола Собственного садика

Собственный садик — памятник архитектуры, часть Екатерининского парка от Зубовского корпуса Большого дворца и до острова Концертного зала. Местность была распланирована В. И. Нееловым и Д. Бушем в 1770-е годы и отделёна невысокой чугунной решёткой с тремя воротами и с литыми позолоченными бронзовыми украшениями в 1855 году (чтобы им пользовались только члены императорской семьи и ближайшее окружение). Пергола, мраморный фонтан-ваза и цветник были обустроены в садике А. Ф. Видовым по распоряжению Александра II в 1865 году.
Екатерина II называла садик своим огородом? совершала в нём утренний моцион в домашнем платье — садик примыкал к её личным покоям. По образцу этой версии садика потом был обустроен Собственный сад у Александровского дворца.
До обустройства местность была лугом, после стала тенистым местом. Беломраморные статуи середины XIX века установили в садике чуть позже основного обустройства, среди них — нимфы (П. П. Забелло), Зефир (В. П. Бродзкий), копия «Танцовщицы» (А. Кановы), Гигея (неизвестный скульптор XIX века), «Ганимед» венецианской работы начала XVIII века. Позже ограда садика была снята.
Пергола садика, сделанная в итальянском стиле, образована двумя рядами ордерных столбов из светло-серого бременского песчаника. У неё две половины, каждая из которых завершается открытыми павильонами с колоннами коринфского ордера, каннелированными на две трети высоты. В нишах павильонов установлены каменные скамьи. Масштаб галерей перголы подобран так, чтобы они сливались с пейзажем, не доминируя в нём. Пергола закрыла вид из окон дворца на Кагульский обелиск и луг, а сам луг разделила на две части.
Фонтан — композиционный центр садика. В годы войны он не пострадал и сохранился в первоначальном виде, однако с середины 1990-х годов не функционировал из-за повреждения гидроизоляции чаши и механизма водоснабжения. 28 августа 2018 года он был заново запущен после реставрации.
И галереи, и фонтан были сооружены Петергофской гранильной фабрикой.
После Великой Отечественной войны в садике прошла реставрация.